# Schloss Rájec nad Svitavou

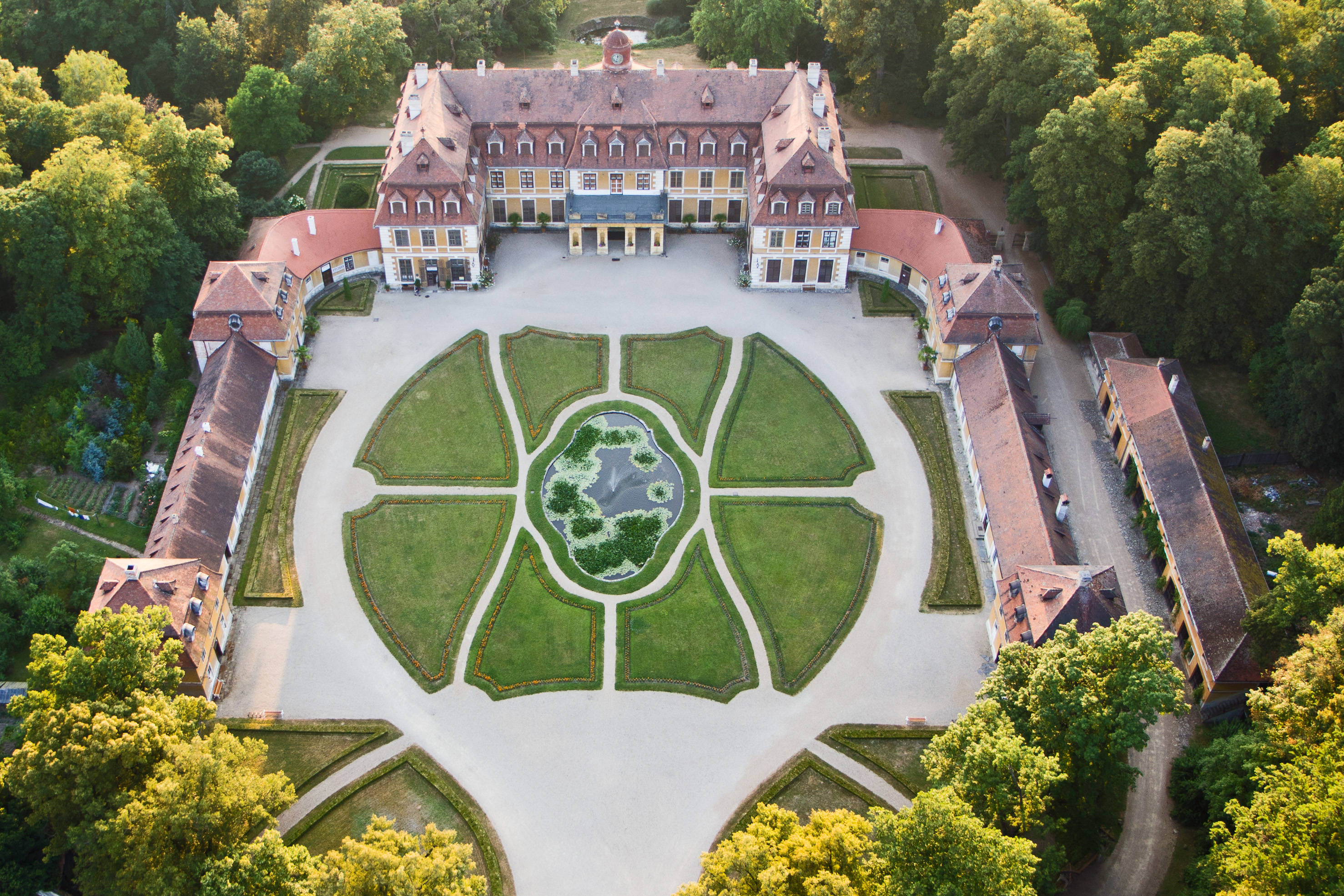
Gesamtansicht

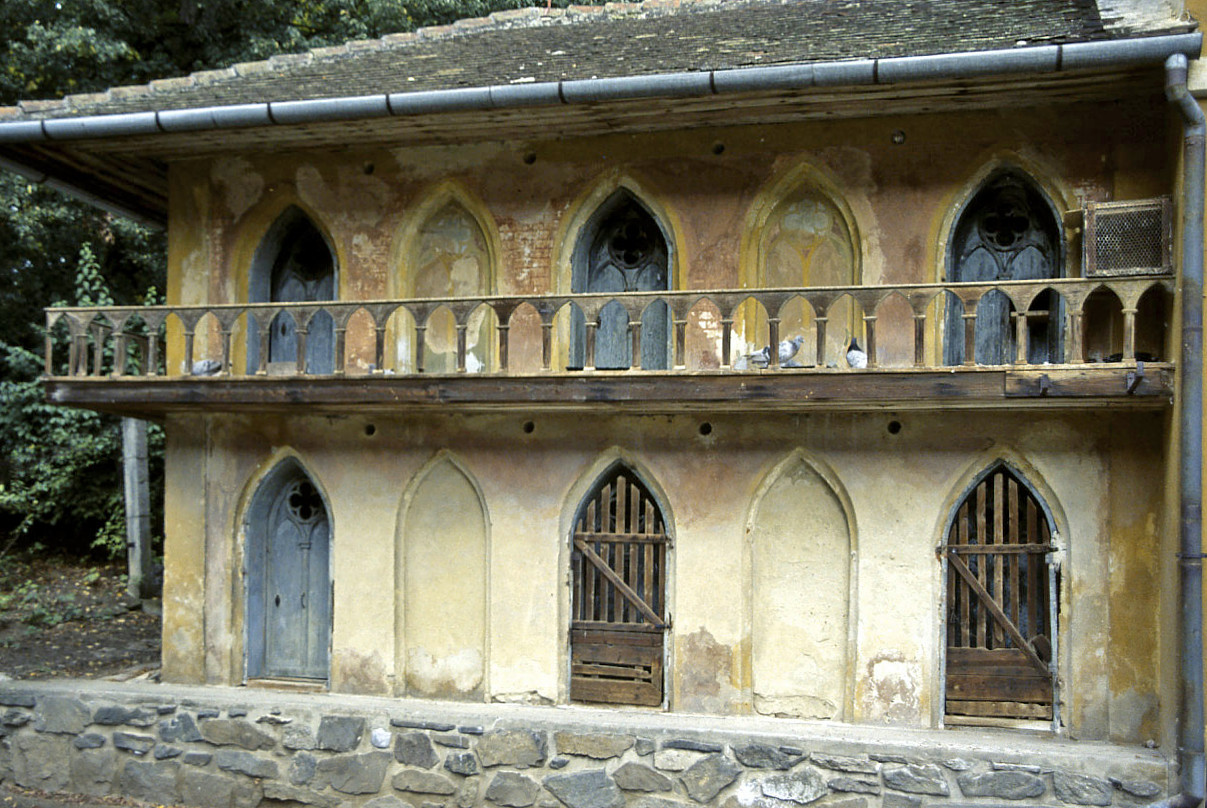
Taubenhaus

Das Schloss Rájec nad Svitavou (deutsch Schloss Raitz) ist ein frühklassizistischer Adelssitz in Mähren, Tschechien. Das Schloss befindet sich in Rájec-Jestřebí, etwa elf Kilometer nordwestlich der Stadt Blansko im Okres Blansko.

## Geschichte

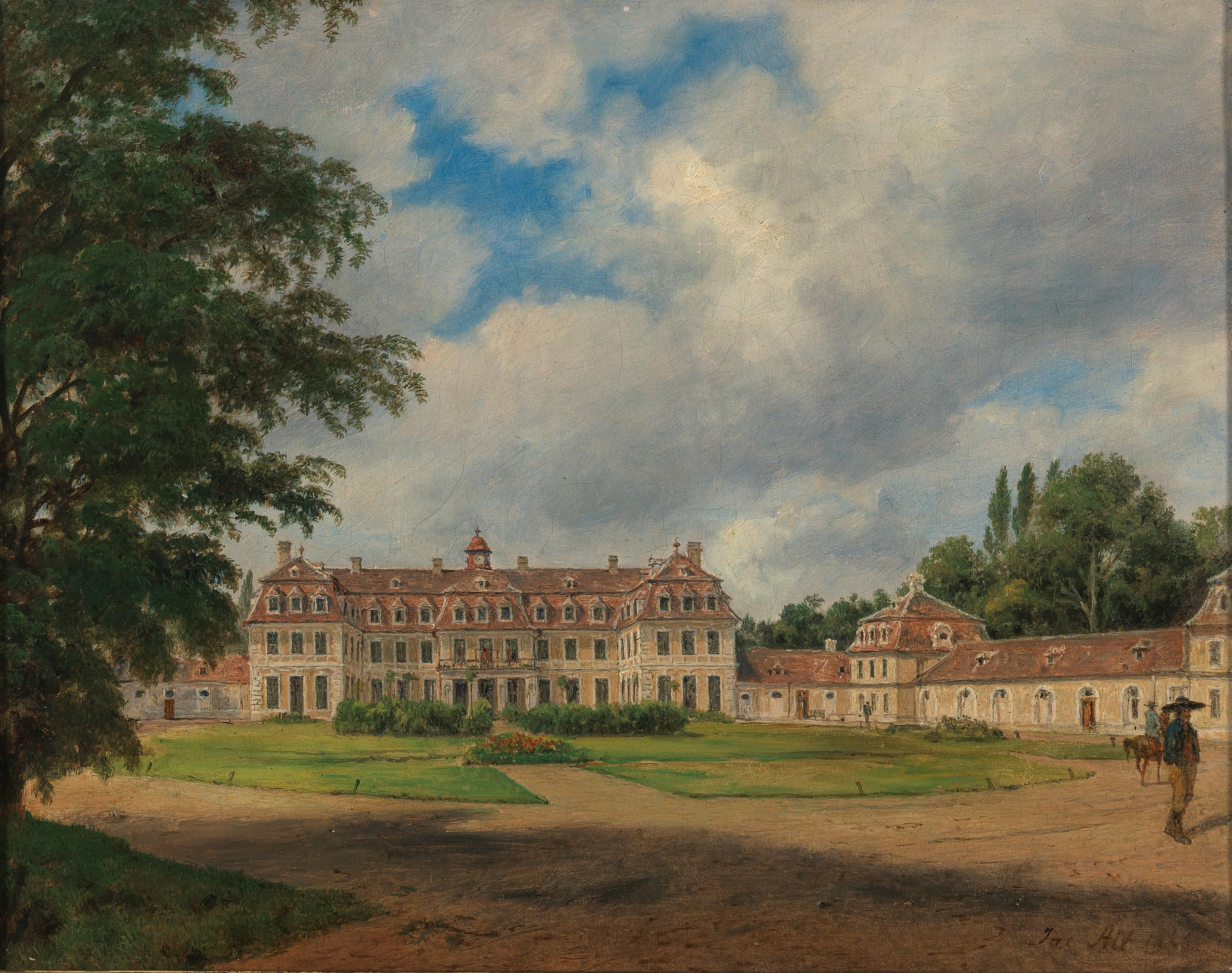
Jakob Alt: Schloss Raitz, 1855

Auf dem Gelände des heutigen Schlosses stand eine mittelalterliche Burg, die aber vermutlich schon zum Ende des 14. Jahrhunderts zerstört wurde. An deren Stelle errichtete Bernhard Drnovský von Drnovice 1570 ein Renaissanceschloss, welches 1746 durch einen Brand zerstört wurde. Die damaligen Eigentümer verlegten ihren Wohnsitz nach Sloup und verkauften die Liegenschaften 1763 an Anton Josef Altgraf von Salm-Reifferscheidt. Im gleichen Jahr begann Salm-Reifferscheidt mit dem Bau des heutigen Schlosses und gründete hier den Hauptsitz der Linie Salm-Reifferscheidt-Raitz.
Nachdem das tschechische Verfassungsgericht im August 2005 die tschechoslowakische Staatsbürgerschaft des 1946 in Rájec verstorbenen Hugo Fürst und Altgraf zu Salm-Reifferscheidt-Raitz bestätigt hatte und damit einen Erlass des Innenministeriums aufhob, wurde eine Rechtsgrundlage für Restitutionsansprüche des Hauses Salm-Reifferscheidt-Raitz auf das Schloss und die zugehörigen 7000 ha Grundbesitz geschaffen.

## Beschreibung
Im Geiste des Stils von Louis XVI. entstand in den Jahren 1763–1769 ein zweistöckiges Gebäude mit Mansarddach und einem Ehrenhof. Die Baupläne stammen von dem Wiener Architekt Isidore Canevale. Ein bemerkenswertes Nebengebäude ist das zum Schloss gehörige und zu gleicher Zeit errichtete Taubenhaus, ein frühes Beispiel für den Stil der Neugotik (Rokoko-Gotik). Im Erdgeschoss des Hauptgebäudes sind die Repräsentationsräume aus dem letzten Viertel des 19. Jahrhunderts im Wesentlichen erhalten. Im ersten Stock des Schlosses wurde in den 1950er Jahren eine Gemäldesammlung der Familie Salm untergebracht, in der vor allem Werke holländischer und flämischer Meister zu sehen sind. Weitere Sehenswürdigkeiten am Schloss bzw. in dem umgebenden Landschaftspark sind die zahlreichen Verzierungen und teilweise fast lebensgroßen Skulpturen aus Gusseisen, die der moderner Technik sehr aufgeschlossene Fürst in seiner eigenen Fabrik (Fürstlich Salm’sche Eisenwerke und Kunstgießerei in Blansko) fertigen ließ.